# Ale i když ne

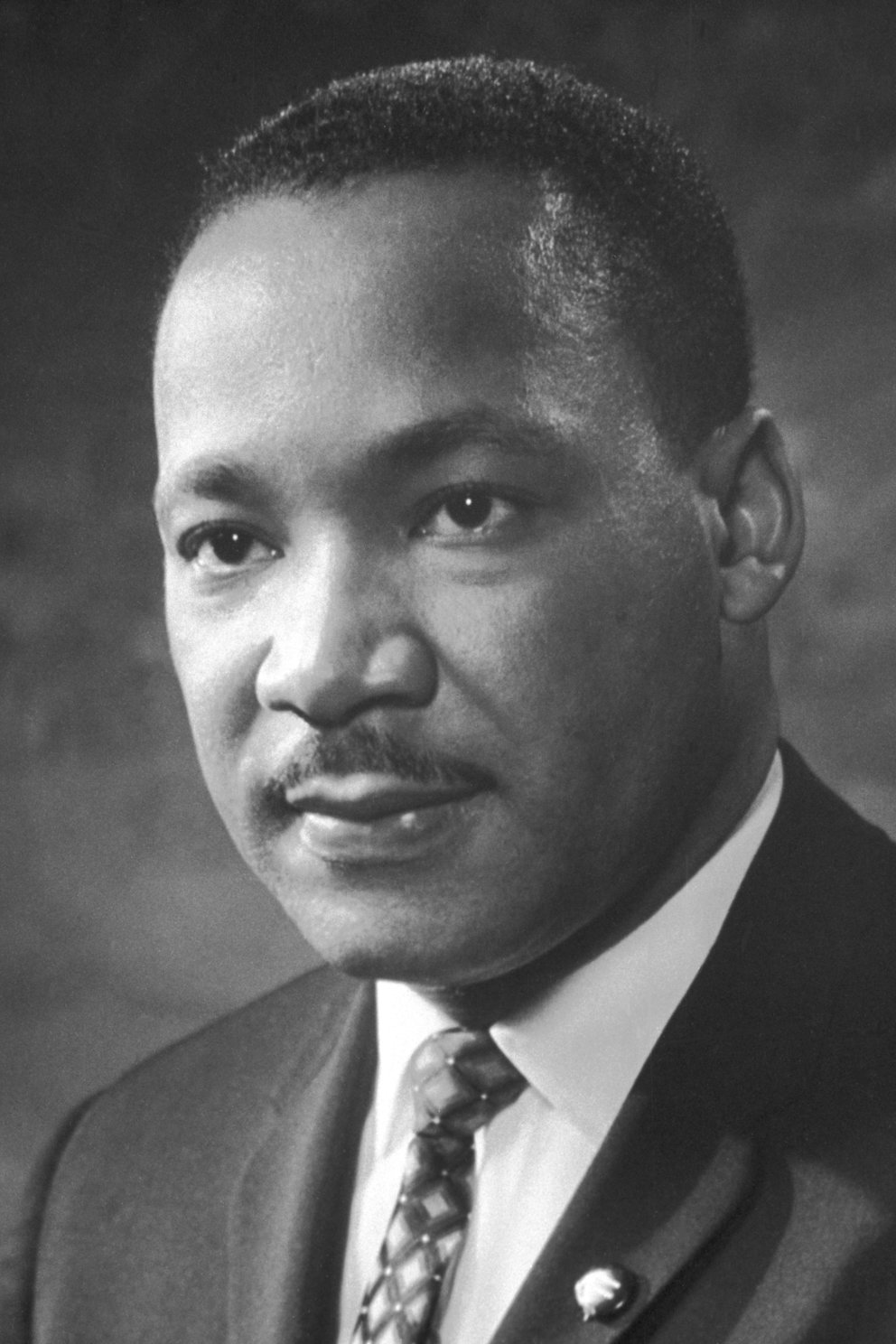
Martin Luther King, ml.

Ale i když ne je název kázání Martina Luthera Kinga (1929–1968) proneseného 5. listopadu 1967 v Ebenezerském baptistickém kostele v Atlantě ve státě Georgie.
Martin Luther King ukázal v této promluvě rozdíl mezi takzvanou „jestliže vírou“ a „ačkoli vírou“. Kromě několika starozákonních událostí a výroků, které ilustrují oba typy víry, tvoří osu kázání příběh z knihy Daniel, v němž tři Židé odmítli uctít modlu vztyčenou králem Nabuchodonozorem, neboť Bůh, kterého ctí, má moc ochránit je před královým hněvěm – ale i když by je neochránil, stejně se neskloní.
Postoj „jestliže věřících“ k Bohu charakterizuje kazatel jako jakýsi obchodní vztah, v němž lidé smlouvají, co jim Bůh musí nejprve dát či splnit, aby se k němu obrátili.  Naproti tomu „ačkoli křesťanům“ je i podle výše uvedeného citátu Bůh tak drahý, že se ho nevzdají dokonce ani v případě obtíží či dokonce fyzického ohrožení. Důsledkem je, že motivací spravedlivého života „ačkoli věřících“ není strach z pekla nebo pouze vidina nebe, ale Bůh jako takový - je správné jednat spravedlivě, protože Bůh jedná spravedlivě.

## Ukázka
| „ | Job naopak projevil svou „víru ačkoli“. Rozhlédl se a vše, co nabyl, mu bylo odjímáno. Dokonce i jeho žena mu řekla: „Zlořeč Bohu a umři. Bůh je k tobě bezcitný, už jsi mu měl dávno říct, že ho budeš následovat, jen pokud ti dovolí zůstat bohatý a dopustí tvému dobytku zůstat v pořádku. Měl bys Boha proklít a zemřít, Jobe, protože s tebou nenakládal dobře.“ Ale Job řekl: „Drahá, promiň, ale moje víra je hlubší. Ačkoli mi Bůh dopouští hynout, i přes to Mu budu důvěřovat. Moje víra je ‚víra ačkoli‘.“ A to je podstata života a zbožnosti. Jde o to, jestli máš „víru jestliže“, nebo „víru ačkoli“. | “ |
| — | |   |